# Agora CNN
Agora CNN es un noticiero de CNN Brasil, Agora CNN trae reporteros en vivo de todo el país y la cobertura de las últimas horas en Asia y Europa.
Agora CNN, presentado por Tais Lopes, y trae cobertura de noticias de todo el mundo, tiene como analista de políticas a Basilia Rodrigues. Suele funcionar de lunes a viernes de seis a siete de la mañana.